# Bâclești, Bacău
Bâclești este un sat în comuna Motoșeni din județul Bacău, Moldova, România.